# Романько Олексій Вікторович
Олексій Вікторович Романько (нар. 28 вересня 1984, місто Шостка (або село Собичеве) Шосткинського району Сумської області) — український діяч, підприємець, голова Сумської обласної ради з 2 жовтня 2024 року.

## Життєпис
Олексій Романько народився в 1984 році в м. Шостка, або в с. Собичеве Шосткинського району на Сумщині. Закінчив Сумський національний аграрний університет.
Починав трудову діяльність як лісник в одному лісгоспів Шосткинського району Сумщини, але з часом став підприємцем та засновником й директором приватного підприємства «Завод Сател» у Шосткинському районі Сумської області, що спеціалізується на лісопильному та стругальному виробництві, а згодом - приватного підприємства «Ельбрус Північ» — оптова торгівля деревиною, будівельними матеріалами та санітарно-технічним обладнанням; ФОП «Романько Олексій Вікторович» — оптова торгівля лісоматеріалами та санітарно-технічним обладнанням. 
Обраний депутатом Сумської обласної ради від Сумської Обласної Організації Політичної Партії «Слуга Народу» 25 жовтня 2020 року.
У листопаді 2021 року спільно з депутатом Сумської обласної ради від партії "Слуга народу" заснував ТОВ «Північ груп агро» з метою  вирощування зернових культур. 
З 2 жовтня 2024 року — голова Сумської обласної ради. "За" проголосував 51 депутат ради.

## Громадська діяльність
Керівник громадської організації "Спілка Шосткинських ГО «Перспектива». 
Президент Шосткинської міської федерації із дзюдо. Позапартійний.